# Lilla Källsjön
Lilla Källsjön är en sjö i Olofströms kommun i Blekinge och ingår i Mörrumsån-Skräbeåns kustområde.